# Bill Biggart
William G. "Bill" Biggart (Berlín, 20 de julio de 1947 - Lower Manhattan, Nueva York, 11 de septiembre de 2001) fue un periodista fotográfico estadounidense y víctima de los atentados del 11 de septiembre de 2001, notable por sus fotografías del evento, tomadas por él mismo poco antes de morir a causa del derrumbe de la Torre Norte del World Trade Center. Fue el único fotógrafo profesional que murió durante los atentados.
El 15 de septiembre de 2001, los restos de Biggart fueron descubiertos junto con una bolsa que contenía tres cámaras y un dispositivo CompactFlash mediante el cual sus últimas fotografías fueron recuperadas. Las fotografías fueron utilizadas en la edición del 15 de octubre de 2001 de Newsweek. Sus fotografías de los atentados fueron expuestas en el Centro Internacional de Fotografía y en el Museo Nacional de Historia Estadounidense. También han sido preservadas en Internet por The Digital Journalist.

## Vida personal
Como hijo de un oficial que se encontraba destinado en Alemania, Biggart nació en Berlín en 1947. Biggart era uno de los doce hijos conformados por una familia católica de orígenes irlandeses. De adulto, se trasladó a un loft en Lower Manhattan, Nueva York, al mismo tiempo que el World Trade Center abría sus puertas en la década de 1970.
Biggart se casó dos veces y tuvo tres hijos. Tuvo un hijo de su primer matrimonio. La segunda esposa de Biggart era Wendy Doremus, y con ella tuvo dos hijos.

## Carrera
Biggart comenzó su carrera como fotógrafo comercial. Mientras era fotógrafo comercial, comenzó a desarrollar un gran interés por el periodismo fotográfico y se encontraba en Wounded Knee (Dakota del Sur) para fotografiar el incidente de 1973. Como fotógrafo comercial, algunas veces realizó trabajos para producciones teatrales. Con una gran pasión por las noticias, pasó a dedicarse al periodismo fotográfico en 1985. Sus créditos de fotoperiodismo se encuentran en las historias internacionales que cubrió en Cisjordania e Israel en 1988, Irlanda del Norte y la primera Guerra del Golfo. También estuvo presente en Berlín para fotografiar la caída del Muro de Berlín en noviembre de 1989.
Biggart comenzó a trabajar para la agencia fotográfica de noticias, Impact Visuals, en 1988 y continuó trabajando allí hasta su muerte. También trabajó como freelance para Reuters, Agence France-Presse y Sipa Press. Sus trabajos aparecieron en The New York Times, The Christian Science Monitor, The Village Voice y The City Sun.

### Atentados del 11 de septiembre de 2001
En la mañana del martes 11 de septiembre del 2001, un taxista alertó a Biggart de que un avión se había estrellado contra el World Trade Center. Un adicto a las noticias de acuerdo a aquellos que lo conocían, Biggart corrió desde su apartamento cerca de Union Square, cogió tres cámaras (dos de vídeo y una digital) y se dirigió caminando hasta el World Trade Center, donde se encontraban estacionados los camiones de bomberos, realizando fotografías durante todo el camino, incluyendo grabaciones de vídeo e imágenes en diapositivas. Finalmente llegó al World Trade Center realizando fotografías de las torres gemelas mientras ardían, y continuó realizando fotografías después de que la torre sur se derrumbara. Su esposa habló con él por el teléfono móvil poco después de que la torre sur se hubiera derrumbado. De acuerdo a ella, Biggart dijo que se encontraba con un bombero y seguro y que se reuniría con ella en veinte minutos.
Bill Biggart tomó su última fotografía a las 10:28 de la mañana, casi veinte minutos después de hablar por teléfono con su mujer. A las 10:28, la Torre Norte se derrumbó. Los escombros que cayeron del edificio mataron a Biggart al caer sobre él. Su última fotografía fue expuesta en el Museo Nacional de Historia Estadounidense en 2002. En los días posteriores al derrumbe del edificio, Biggart fue reportado entre los desaparecidos. Su esposa lo buscó en agencias de noticias y en hospitales. Cuatro días después sus restos y su equipo fotográfico fueron recuperados de entre los escombros.
Biggart realizó más de 300 fotografías de los atentados, 154 de las cuales el amigo de Biggart, Chip East, pudo recuperar y se convirtieron en las fotografías más conocidas en las exposiciones de Biggart.

## Memoriales
En el National September 11 Memorial & Museum el nombre de Biggart se encuentra memorializado en la piscina sur, en el panel S-66.